# Brachypogon calchaqui
Brachypogon calchaqui är en tvåvingeart som beskrevs av Gustavo R. Spinelli 1991. Brachypogon calchaqui ingår i släktet Brachypogon och familjen svidknott. Inga underarter finns listade i Catalogue of Life.